# رویال تانبریج ولز
latitudeرویال تانبریج ولزlongitudeرویال تانبریج ولز
رویال تانبریج ولز (به انگلیسی: Royal Tunbridge Wells) شهری در شهرستان کنت ِ انگلستان است. این شهر در سال ۱۹۹۱ میلادی ۶۰٫۲۷۲ نفر جمعیت داشته و در سرشماری سال ۲۰۰۱ جمعیت آن به ۶۰٫۰۹۵ نفر رسیده‌است. میزان رشد سالانهٔ جمعیت رویال تانبریج ولز ‎-۰٫۱۵ درصد می‌باشد و جمعیت این شهر در سال ۲۰۱۲ به ۵۹٫۰۸۳ نفر تغییر یافت.